# Jeremy Isaacs
Jeremy Isaacs (Glasgow, 28 september 1932) is een Britse tv-producent en leidinggevende met een lange carrière. Naast verschillende internationale Emmy Awards heeft hij ook veel prijzen gekregen van de British Academy of Film and Television Arts (BAFTA).

## Biografie
Jeremy Isaacs groeide op in Hillhead. Hij was de zoon van een juwelier en een huisarts. Ook was hij een neef van de vermaarde Schotse viroloog Alick Isaacs. Jeremy Isaacs volgde onderwijs aan de Glasgow Academy en aan het Merton College van de Oxford, waar hij de klassieken studeerde. Zijn militaire dienst vervulde hij in de Highland Light Infantry, dat toen nog een regiment binnen de British Army was.
Zijn televisiecarrière begon toen hij zich in 1958 als producent bij Granada Television aansloot, waar hij betrokken raakte bij de productie van de langlopende series World in Action en What the Papers Say. In de jaren 60 werkte hij in opdracht van de BBC aan Panorama. In 1973 produceerde hij voor Thames Television The World at War, een documentaireserie in 26 episoden over de Tweede Wereldoorlog. Van 1974 tot 1978 was hij regisseur voor Thames. In 1981 produceerde hij de serie Ireland: A Television History voor de BBC.
Van 1981 tot 1987 was Isaacs bestuursvoorzitter van Channel 4. Hij hield toezicht op de lancering van dit kanaal en gaf het in hoge mate zijn eigen karakter. In 1987 droeg hij de leiding over Channel 4 over aan Michael Grade.
Van 1987 tot 1996 had Isaacs de leiding over het Royal Opera House in de Londense wijk Covent Garden, nadat hij eerst tevergeefs had geprobeerd bestuursvoorzitter van de BBC te worden.
Ted Turner koos Isaacs uit voor de rol van uitvoerend producent voor zijn serie Cold War.
Tussen 1997 en 2000 was Isaacs voorzitter van de Royal Television Society. Momenteel is hij presentator bij Sky Arts.
Van 1990 tot 1998 was hij interviewer in een heruitgave van Face to Face.